# Lobelia lucayana
Lobelia lucayana är en klockväxtart som beskrevs av Nathaniel Lord Britton och Charles Frederick Millspaugh. Lobelia lucayana ingår i släktet lobelior, och familjen klockväxter. Inga underarter finns listade i Catalogue of Life.